# Chyżanie
Chyżanie, Chyżyni, Kicyni (niem. Kessiner) – średniowieczne plemię słowiańskie należące do grupy plemion wieleckich (Związek wielecki). 
Nazwa Kessiner może pochodzić od określenia chyże oznaczające osady o charakterze rybackim, przeważnie posiadające własną strukturę organizacyjną. Według Tadeusza Lehra-Spławińskiego Chyżanie/Chyżyni to nazwa słowiańska utworzona od rdzenia chyz (por. chyža - "chata", ros. хижа, хижина (chiża, chiżyna), ukr. хижа ts., słn. hiša "dom", ser./bułg./mac. хижа (chiża) "chata", schr. hiža, słw. chyža "chata" stąd: Chyżne) z sufiksem -in-. Mikołaj Rudnicki rekonstruował ją jako Kicyni, od kica, obocznie do kca, kuca "chata, dom" (obecnie schr. kuća/kућа "dom"). Zamieszkiwali ziemie nadbałtyckie nad środkową i dolną Warnawą (Warnową?). Główny gród: Chyżyn. Brali udział w wojnie domowej Związku wieleckiego (1057–1060) walczyli przeciwko Redarom wraz z Czrezpienianami i ponieśli klęskę. W roku 1166 zostali włączeni do państwa obodrzyckiego.